# Шумерлинский муниципальный округ
Шу́мерлинский муниципальный округ —  муниципальное образование Чувашской Республике (Российская Федерация), административным центром которого является город Шумерля. Главой муниципального округа является Васильев Эдуард Михайлович (2024).
Шумерлинский муниципальный округ образован 17 мая 2024 году в границах двух административно-территориальных единиц Чувашской Республики — города республиканского значения Шумерля и Шумерлинского района в результате объединения двух муниципальных округов — городского округа город Шумерля и Шумерлинского муниципального округа (первого формирования), существовавшего с 2022 года в границах Шумерлинского района.

## История

### Шумерлинский муниципальный округ (2022—2024)
Муниципальное образование с наименованием «Шумерлинский муниципальный округ» впервые был образовано в 2022 году в границах Шумерлинского района в результате преобразования Шумерлинского муниципального района Чувашской Республики. Административным центром Шумерлинского муниципального округа стал город Шумерля. При этом в границах города республиканского значения Шумерля существовало самостоятельное муниципальное образование «городской округ город Шумерля» (ранее город также не входил в состав Шумерлинского муниципального района).

### Шумерлинский муниципальный округ (с 2024)
17 мая 2024 года Глава Чувашской Республики подписал закон, согласно которому были преобразованы городской округ город Шумерля Чувашской Республики и Шумерлинский муниципальный округ Чувашской Республики (2022—2024) путем их объединения во вновь образованное муниципальное образование «Шумерлинский муниципальный округ Чувашской Республики» с согласия населения, выраженного представительными органами города Шумерля Чувашской Республики и Шумерлинского муниципального округа Чувашской Республики. Административным центром вновь образованного муниципального образования «Шумерлинский муниципальный округ Чувашской Республики» был обозначен город Шумерля.
Днем создания вновь образованного муниципального образования является день вступления в силу закона от 17 мая 2024 года (закон вступил в силу со дня его официального опубликования в сетевом издании «право21.рф» 17 мая 2024 года).

## Органы местного самоуправления
Органами местного самоуправления Шумерлинского муниципального округа являются: глава Шумерлинского муниципального округа Чувашской Республики и Собрание депутатов Шумерлинского муниципального округа Чувашской Республики.

## Населённые пункты
В муниципальный округ кроме города Шумерля входят 56 населённых пунктов:
| №  | Населённый пункт | Тип     | Население | Поселение                             |
| -- | ---------------- | ------- | --------- | ------------------------------------- |
| 1  | Автобус          | посёлок | ↗18       | Магаринское сельское поселение        |
| 2  | Ахмасиха         | выселок | ↘5        | Большеалгашинское сельское поселение  |
| 3  | Большие Алгаши   | село    | ↗586      | Большеалгашинское сельское поселение  |
| 4  | Бреняши          | деревня | ↗228      | Торханское сельское поселение         |
| 5  | Верхний Магарин  | деревня | ↘34       | Магаринское сельское поселение        |
| 6  | Верхняя Кумашка  | деревня | ↗192      | Нижнекумашкинское сельское поселение  |
| 7  | Волга            | посёлок | ↗190      | Нижнекумашкинское сельское поселение  |
| 8  | Вторые Ялдры     | деревня | ↗262      | Юманайское сельское поселение         |
| 9  | Дубовка          | посёлок | ↗136      | Большеалгашинское сельское поселение  |
| 10 | Егоркино         | деревня | ↗733      | Егоркинское сельское поселение        |
| 11 | Егоркино         | деревня | ↗37       | Магаринское сельское поселение        |
| 12 | Кабаново         | посёлок | ↗294      | Большеалгашинское сельское поселение  |
| 13 | Кадеркино        | деревня | ↗212      | Юманайское сельское поселение         |
| 14 | Калиновка        | деревня | ↗4        | Туванское сельское поселение          |
| 15 | Комар            | посёлок | ↗35       | Магаринское сельское поселение        |
| 16 | Коминтерн        | посёлок | ↗17       | Краснооктябрьское сельское поселение  |
| 17 | Красная Звезда   | посёлок | ↘51       | Краснооктябрьское сельское поселение  |
| 18 | Красный Атмал    | посёлок | ↗39       | Краснооктябрьское сельское поселение  |
| 19 | Красный Октябрь  | посёлок | ↗323      | Краснооктябрьское сельское поселение  |
| 20 | Лесные Туваны    | деревня | ↗523      | Туванское сельское поселение          |
| 21 | Луговая          | деревня | ↗184      | Юманайское сельское поселение         |
| 22 | Малиновка        | посёлок | ↗50       | Егоркинское сельское поселение        |
| 23 | Малые Туваны     | деревня | ↗287      | Туванское сельское поселение          |
| 24 | Молгачкино       | деревня | ↗118      | Торханское сельское поселение         |
| 25 | Мыслец           | деревня | ↗108      | Торханское сельское поселение         |
| 26 | Мыслец           | посёлок | ↗357      | Краснооктябрьское сельское поселение  |
| 27 | Нижний Магарин   | деревня | ↗35       | Магаринское сельское поселение        |
| 28 | Нижняя Кумашка   | село    | ↗610      | Нижнекумашкинское сельское поселение  |
| 29 | Петропавловск    | деревня | ↗96       | Магаринское сельское поселение        |
| 30 | Пилешкасы        | деревня | ↗157      | Ходарское сельское поселение          |
| 31 | Пинеры           | разъезд | ↗117      | Краснооктябрьское сельское поселение  |
| 32 | Подборное        | посёлок | ↗41       | Большеалгашинское сельское поселение  |
| 33 | Покровское       | посёлок | ↗19       | Магаринское сельское поселение        |
| 34 | Полярная Звезда  | посёлок | ↘29       | Магаринское сельское поселение        |
| 35 | Пояндайкино      | деревня | ↗472      | Егоркинское сельское поселение        |
| 36 | Путь Ленина      | посёлок | ↘59       | Краснооктябрьское сельское поселение  |
| 37 | Пюкрей           | деревня | ↗55       | Юманайское сельское поселение         |
| 38 | Речной           | посёлок | ↗168      | Русско-Алгашинское сельское поселение |
| 39 | Русские Алгаши   | село    | ↗532      | Русско-Алгашинское сельское поселение |
| 40 | Савадеркино      | деревня | ↗245      | Егоркинское сельское поселение        |
| 41 | Саланчик         | посёлок | ↗533      | Магаринское сельское поселение        |
| 42 | Синькасы         | деревня | ↗120      | Торханское сельское поселение         |
| 43 | Тарн-Сирма       | деревня | ↗92       | Юманайское сельское поселение         |
| 44 | Торханы          | деревня | ↗737      | Торханское сельское поселение         |
| 45 | Триер            | посёлок | ↗20       | Магаринское сельское поселение        |
| 46 | Туваны           | село    | ↗373      | Туванское сельское поселение          |
| 47 | Тугасы           | деревня | ↗200      | Ходарское сельское поселение          |
| 48 | Ульяновское      | посёлок | ↗98       | Нижнекумашкинское сельское поселение  |
| 49 | Ходары           | село    | ↗630      | Ходарское сельское поселение          |
| 50 | Чертаганы        | деревня | ↗71       | Торханское сельское поселение         |
| 51 | Чувашские Алгаши | деревня | ↗302      | Русско-Алгашинское сельское поселение |
| 52 | Шумерля          | деревня | ↘762      | Шумерлинское сельское поселение       |
| 53 | Эшменейкино      | деревня | ↗83       | Юманайское сельское поселение         |
| 54 | Юманай           | село    | ↗626      | Юманайское сельское поселение         |
| 55 | Яндаши           | деревня | ↗345      | Ходарское сельское поселение          |
| 56 | Яхайкино         | посёлок | ↗4        | Егоркинское сельское поселение        |

Упразднённые населённые пункты
- 2024 год — разъезд Кумашка